# Veleslavín
Veleslavín (německy Weleslawin) je dříve samostatná vesnice, dnes městská čtvrť a katastrální území v městské části Praha 6, mezi ulicemi Evropskou, Kladenskou, Pod Petřinami a Na okraji. Veleslavín sousedí na severu s Vokovicemi, na východě se Střešovicemi, na jihu s Břevnovem a na západě s Libocí, kde jeho hraniční území tvoří Libocký rybník a upravená studánka s pitnou vodou Veleslavínka.

## Historie
Pravěké keltské osídlení pochází z doby laténské; na pozemku zdejší cihelny bylo koncem 19. století objeveno pohřebiště s cennými nálezy včetně šperků.
Vznik středověké vsi Veleslavín spadá patrně do 10. až 11. století. První zmínka je v zakládací listině břevnovského kláštera z roku 993. Do roku 1420 náležel břevnovskému klášteru, pak byl zabaven Pražany a přešel do majetku měšťanů Starého Města. Část osady byla později postoupena statkům nejvyššího purkrabství a část navrácena břevnovskému klášteru. Ves neměla vlastní kostel, byla přifařena k Liboci, dochovala se kaple – zvonička. V 16. století měla ves již 14 dvorů. Jeden ze dvorů náležel Štěpánovi Adamovi z Veleslavína, otci tiskaře Daniela Adama z Veleslavína; jiný zdejší dvůr vlastnil Ferdinand Šlik. Územím obce podél Veleslavínské ulice od 16. století procházela štola hradního vodojemu, zčásti dosud zachovaná.
Zdejší zámeček má čp. 1 a byl postaven na místě břevnovského dvora mezi roky 1730–1750.
V roce 1922 byl Veleslavín s 1814 obyvateli a 173 domy připojen k Praze jako součást Velké Prahy – Prahy XIX. V roce 1949 se stalo k.ú. Veleslavín součástí obvodu Praha 6 (s Dejvicemi, Sedlcem, Vokovicemi a s částmi Bubenče, Hradčan, Střešovic a Liboce) a zůstalo součástí obvodu Praha 6 i při reformě v roce 1960. V roce 1990 se území stalo součástí městské části Praha 6.
Od konce 19. století do 60. let 20. století na rozhraní s novými Vokovicemi stávala malá továrna na šamotové a hliněné zboží, která zanikla v souvislosti s výstavbou Leninovy třídy a sídlištěm, zbytek části jejího areálu pak užíval Výzkumný ústav televizní techniky.

## Pamětihodnosti
- Zámek Veleslavín
- Pomník Daniela Adama z Veleslavína – kamenná busta na soklu, autor Antonín Procházka (1902)[6]
- Zvonička
- Hostinec Na závisti – historická budova z přelomu 19.–20. století; dnes již nefunkční
- Hostinec U Marčanů – historická budova hospody z počátku 20. století (1910), interiér nově adaptovaný; dodnes funkční
- Historická budova železničního nádraží a viadukt Buštěhradské dráhy
- Budova základní a mateřské školy, Pod Novým lesem čp. 98
- Vodovodní domek Královského hradního vodovodu z roku 1555

## Doprava

### Veřejná doprava
- Autobusové a tramvajové linky a metro trasy A PIDu.
  - Tramvajová trať vede Evropskou ulicí z Vítězného náměstí přes Bořislavku, sídliště Červený vrch až k vozovně Vokovice a odtud na konečnou stanici do Liboce u Vokovického hřbitova. Původní tramvajová trať sem byla kdysi vedena z Bořislavky Kladenskou ulicí.
  - Autobusy mají terminál – konečnou zastávku i přestupní stanice u stanice metra Nádraží Veleslavín, spojují Prahu s letištěm Praha Ruzyně, obcemi Nebušice a dalšími ve Středočeském kraji.

- Pražské metro trasy V.A vede od stanice Dejvická v ose Evropské ulice přes stanice Bořislavka a Nádraží Veleslavín, celý úsek byl otevřen v roce 2015.

### Železnice
- Nádraží Praha-Veleslavín

## Fotogalerie

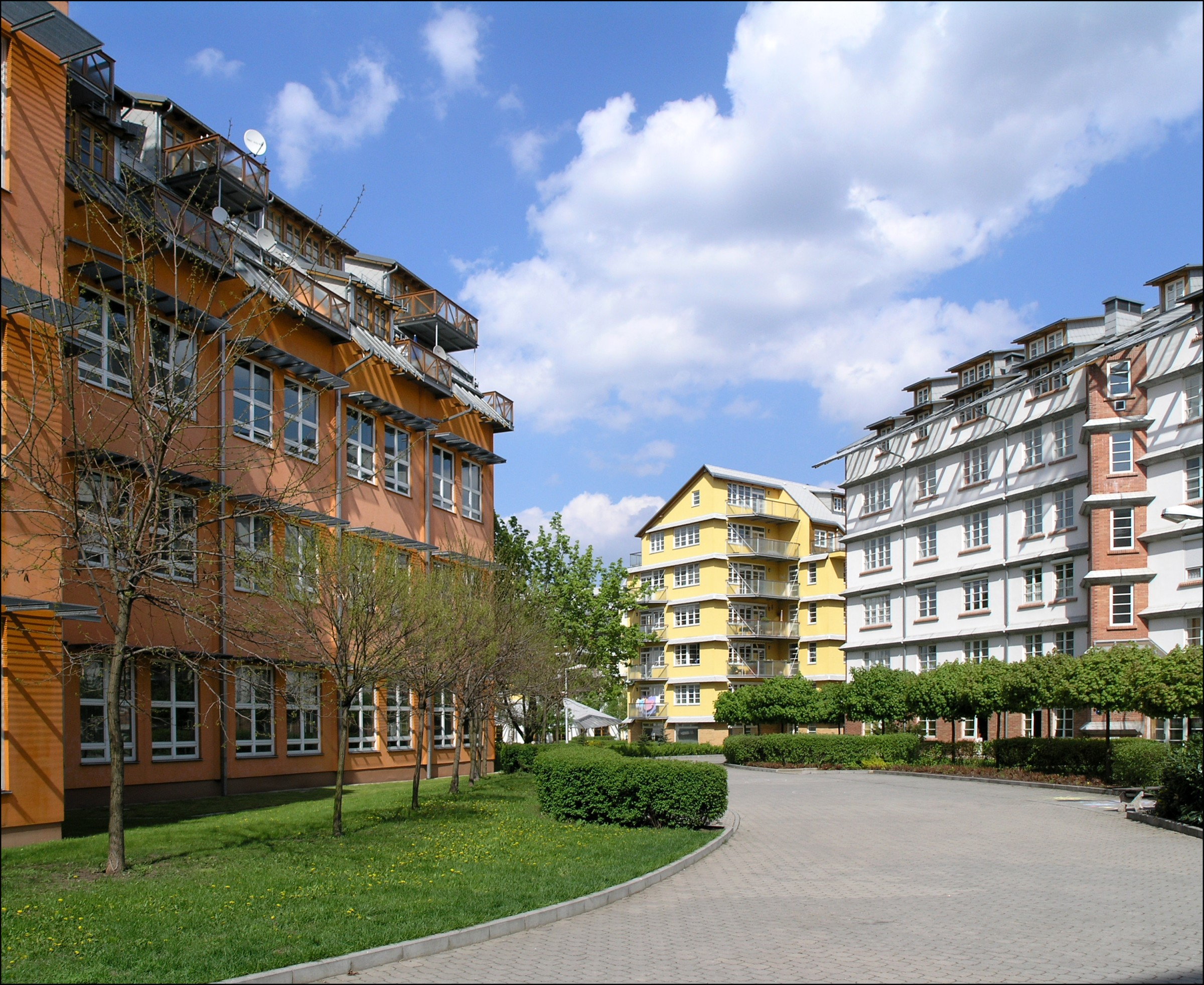
Sídliště Hvězda architekta Vlado Miluniče
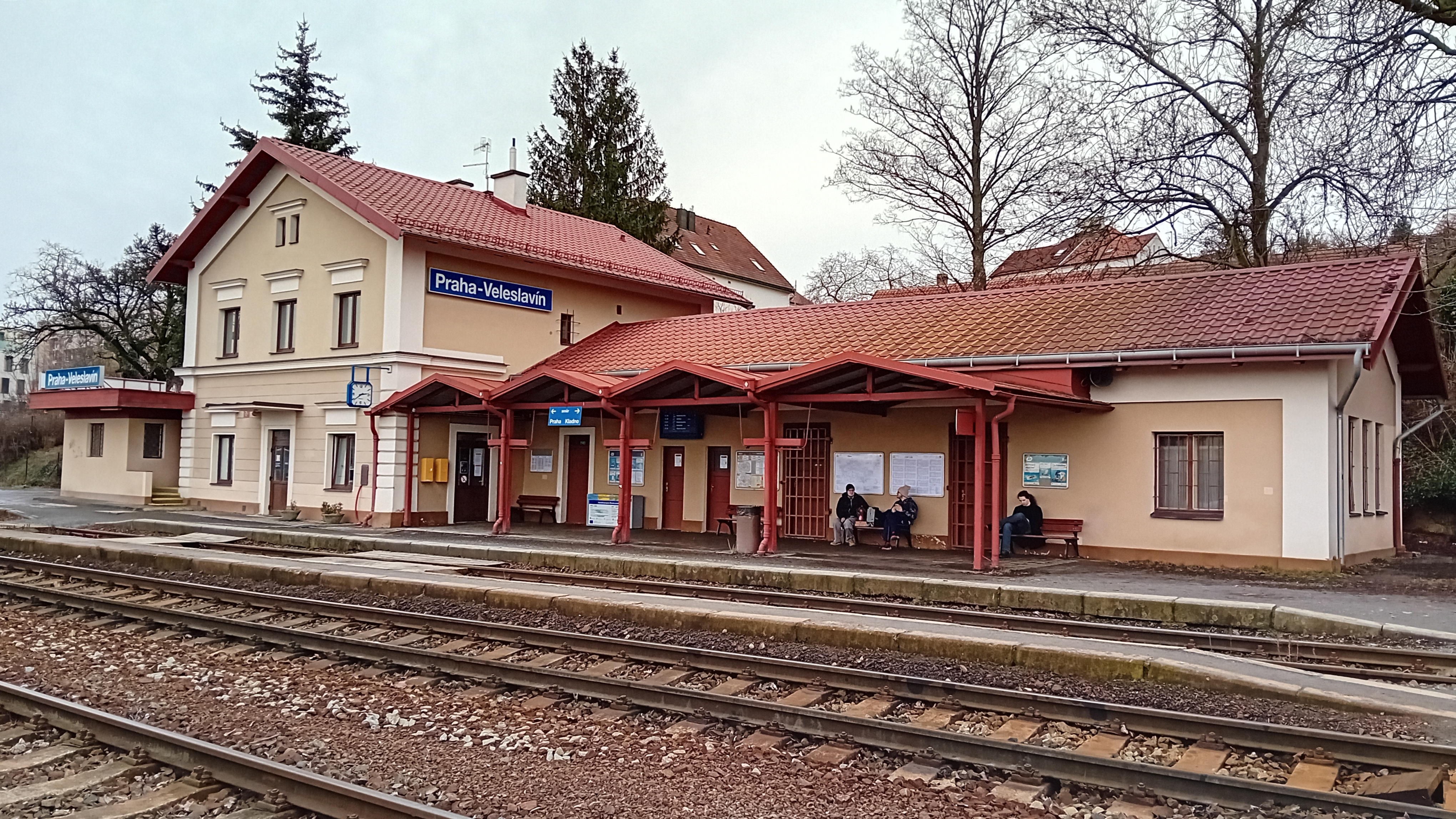
Nádraží Veleslavín
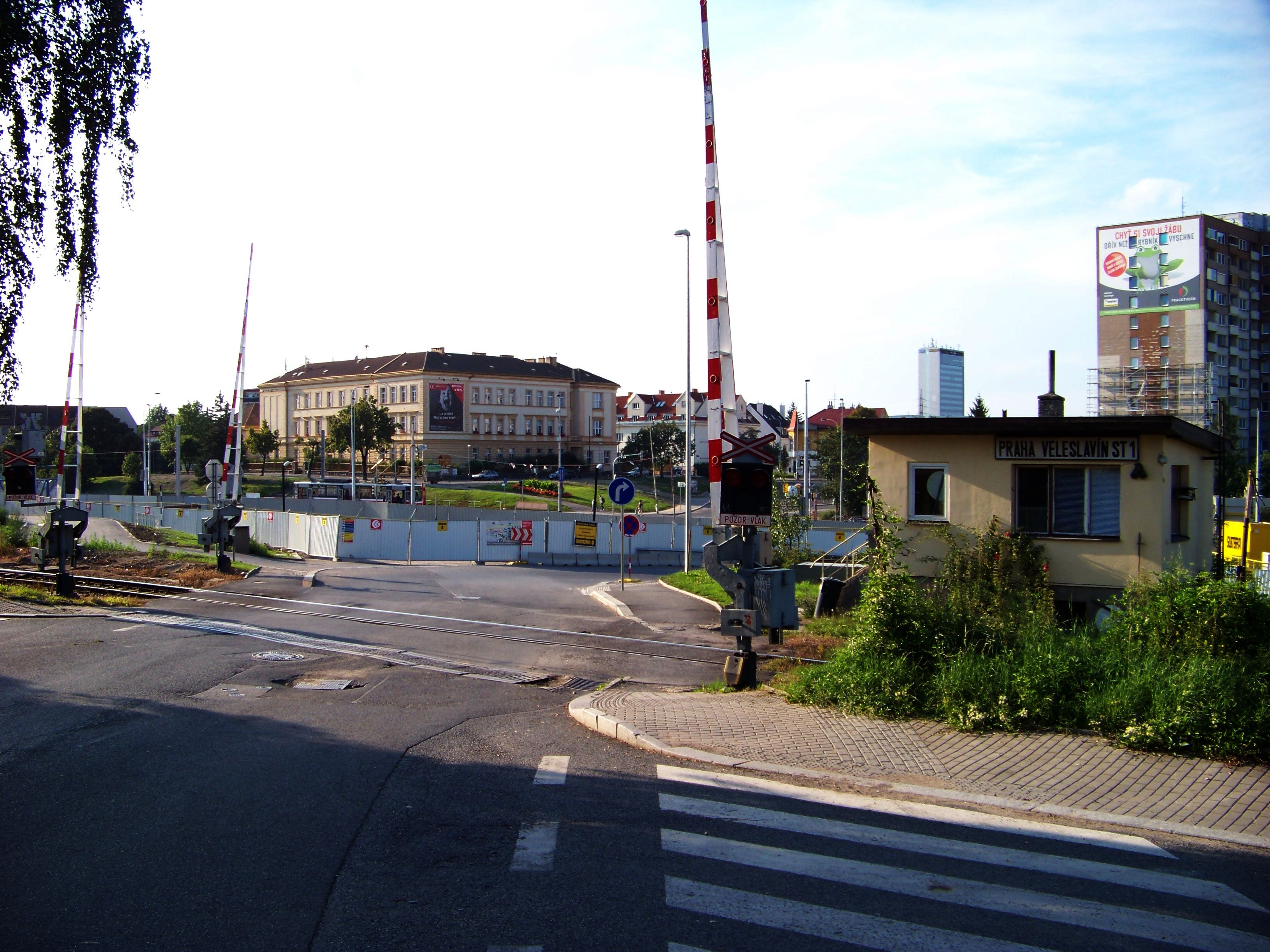
Železniční přejezd se závorami na trati z Prahy do Rakovníka, stavba metra, stanice Nádraží Veleslavín, v pozadí vlevo budova základní školy v nových Vokovicích